# Козырь
Ко́зырь — игральная карта той масти, которая по правилам игры признаётся старшей для данной сдачи или для всех сдач.

## В играх
Козырь в игре бьёт любую карту всех других мастей. В некоторых играх козырь определяется случайным образом: в конце сдачи извлекается карта и выкладывается на стол лицевой стороной вверх, а не рубашкой. В тех играх, где разыгрываются все карты («Дурак», «Буркозёл») — она кладётся под колоду и берётся в последнюю очередь, в других остаётся в неприкосновенности. В других, вроде «преферанса» или «тысячи», козырь назначается игроком, заказавшим игру. Бывают игры и с постоянным козырем, к примеру американская игра Пики.
В колоде Таро с двойками козырями называются 22 отдельно отведённые карты, у которых нет масти, есть только нумерация. В карточных играх с колодой Таро важен только их номер, а сами рисунки на них могут быть любыми.
Слово «козырь» также широко используется в переносном смысле, для обозначения какого-либо преимущества.